# 阿克托尔波克
阿克托尔波克是吉尔吉斯斯坦楚河州莫斯科区下辖的一个村。根据2009年吉尔吉斯斯坦人口普查，该村人口为276人。